# 푸시 이메일
푸시 이메일(Push email)은 새 이메일이 메일 배달 에이전트(MDA)(일반적으로 메일 서버)에 도착하면 즉시 MDA에 의해 메일로 적극적으로 전송(푸시)되는 상시 기능을 제공하는 이메일 시스템이다. 최종 사용자가 수신 이메일을 즉시 볼 수 있도록 이메일 클라이언트라고도 하는 메일 사용자 에이전트(MUA)에 의해 즉시 전송된다. 이는 일정에 따라 자주 들어오는 새 메일을 확인하는 시스템과 대조된다. 이메일 클라이언트에는 스마트폰과 IMAP 개인용 컴퓨터 메일 애플리케이션이 포함된다.

## 폴링 이메일과의 비교
보내는 메일은 일반적으로 단순 메일 전송 프로토콜(Simple Mail Transfer Protocol)을 사용하여 발신자로부터 최종 메일 배달 에이전트(및 중간 메일 서버를 통해)로 푸시된다. 수신자가 폴링 이메일 전달 프로토콜을 사용하는 경우 마지막 메일 전달 에이전트에서 클라이언트까지의 마지막 단계는 폴링을 사용하여 수행된다. POP3(Post Office Protocol)는 폴링 이메일 전달 프로토콜의 예이다. 로그인할 때와 나중에 정기적으로 메일 사용자 에이전트(클라이언트)는 메일 배달 에이전트(서버)를 폴링하여 새 메일이 있는지 확인하고, 새 메일이 있으면 사용자 컴퓨터의 메일함으로 다운로드한다. "푸시"를 마지막 전달 단계로 확장하는 것은 푸시 이메일과 폴링 이메일 시스템을 구별하는 것이다.
메일 전달의 마지막 단계에서 폴링이 자주 사용되는 이유는 서버 메일 전달 에이전트가 일반적으로 네트워크에 영구적으로 연결되어 있더라도 클라이언트 메일 사용자 에이전트를 찾는 방법을 반드시 알 수는 없기 때문이다. 가끔씩 연결하고 네트워크 주소도 자주 변경한다. 예를 들어 Wi-Fi에 연결된 랩탑 사용자에게는 네트워크 DHCP 서버로부터 다른 주소가 주기적으로 할당될 수 있으며 영구 네트워크 이름이 없을 수 있다. 새 메일이 메일 서버에 도착하면 클라이언트에 현재 할당된 주소가 무엇인지 알 수 없다.
IMAP(인터넷 메시지 접속 프로토콜)은 폴링 및 알림을 지원한다. 클라이언트가 서버로부터 알림을 받으면 클라이언트는 서버에서 새 데이터를 가져오도록 선택할 수 있다. 클라이언트가 새 메시지 데이터를 다운로드할지 여부를 선택할 수 있으므로 순수 푸시 시스템보다 새 메시지 검색이 더 유연해진다.